# Museu de Arte Moderna de São Francisco
O Museu de Arte Moderna de São Francisco (SFMOMA) é um museu de arte moderna localizado em São Francisco, Califórnia, Estados Unidos. Situa-se na 151 3rd Street. Uma organização sem fins lucrativos, o SFMOMA possui uma coleção internacionalmente reconhecida de arte moderna e contemporânea e foi o primeiro museu da Costa Oeste dedicado exclusivamente à arte do século XX. 
A coleção atual do museu inclui mais de 33 000 obras de pintura, escultura, fotografia, arquitetura, design e artes da mídia. Eles são exibidos em 16 000 m² de espaço para exposições, tornando o museu um dos maiores nos Estados Unidos em geral e um dos maiores do mundo para a arte moderna e contemporânea.
O SFMOMA reabriu em 14 de maio de 2016, após um grande projeto de expansão que durou três anos. A reforma mais que dobrou os espaços de galeria do museu e oferece quase seis vezes mais espaço público do que o prédio anterior, permitindo que o SFMOMA exiba uma coleção ampliada, juntamente com a coleção de arte contemporânea de Doris e Donald Fisher.